# عائشة سلطان (زوجة عثمان الثاني)
عائشة سلطان (بالتركية العثمانية: عایشه سلطان)‏، هي زوجة السلطان العثماني عثمان الثاني، توفيت سنة 1640.

## حياتها
يظهر اسم عائشة سلطان في السجلات بداية من سنة 1619،  ولا يُعرف عنها شيء إلا اسمها.
وفقا لبريسي، فإن عائشة سلطان كانت تحمل لقب خاصكي سلطان أي الزوجة الرئيسة للسلطان، ولكن وفقا بيتر بيرغ فإن عثمان الثاني لم يكن لديه زوجة رئيسية وأن عائشة لم تكن لها علاقة بسياسات الدولة بل كانت ضحلة سياسيًا، ولكن من الواضح أنها لم تكن شخصية بارزة مثل غيرها من خاصكي السلاطين. أحد التحليلات يقول بأن وجود السلطانة الأم في القصر يجعل دور زوجة السلطان هامشي وقد يكون هذا ما جعل دور عائشة سلطان هامشي.
توفي زوجها عثمان الثاني في 1622،  وبقيت في القصر السلطاني، تذكر السجلات والوثائق العثمانية أنها توفيت في 1640م.[بحاجة لرقم الصفحة]

## مزيد من القراءة
- Peirce، Leslie P. (1993). The Imperial Harem: Women and Sovereignty in the Ottoman Empire. Oxford University Press. ISBN:978-0-19-508677-5. مؤرشف من الأصل في 2019-07-15.
- Uluçay، M. Çağatay (2011). Padişahların Kadınları ve Kızları. Ötüken Neşriyat.